# 帕蒂·汉森
帕蒂·漢森（英語：Patti Hansen；1956年3月17日—），美国超級名模。她是高級時裝品牌： André Courrèges、Calvin Klein的代言人。帕蒂上過Vogue、Seventeen及Glamour等雜誌封面，也有參與著名時裝及奢侈品的時裝展。